# Comté de Manistee
Pour les articles homonymes, voir Manistee.
Le comté de Manistee (Manistee County en anglais) est au nord-ouest de la péninsule inférieure de l'État du Michigan. Son siège est à Manistee. Selon le recensement de 2000, sa population est de 24 527 habitants.

## Géographie
Le comté a une superficie de 3 317 km², dont 1 408 km² en surfaces terrestres.

### Comtés adjacents
- Comté de Benzie (nord)
- Comté de Wexford (est)
- Comté de Lake (sud-est)
- Comté de Mason (sud-ouest)

## Démographie
| Groupe            | Comté de Manistee | Michigan | États-Unis |
| ----------------- | ----------------- | -------- | ---------- |
| Blancs            | 92,2              | 79,0     | 72,4       |
| Afro-Américains   | 2,9               | 14,2     | 12,6       |
| Métis             | 1,9               | 2,3      | 2,9        |
| Amérindiens       | 2,1               | 0,6      | 0,9        |
| Autres            | 0,6               | 1,5      | 6,4        |
| Asiatiques        | 0,3               | 2,4      | 4,8        |
| Total             | 100               | 100      | 100        |
|                   |                   |          |            |
| Latino-Américains | 2,6               | 4,4      | 16,7       |

Selon l'American Community Survey pour la période 2010-2014, 95,65 % de la population âgée de plus de 5 ans déclare parler l'anglais à la maison, 2,09 % déclare parler l'espagnol et 2,26 % une autre langue.